# 2-й в'їзд Червона Алея
2-й в'їзд Черво́на Але́я — невеличкий в'їзд у Новобаварському районі Харкова. Довжина 110 метрів. Закінчується тупиком між приватними будинками. На вулиці одноповерхова житлова забудова.